# Relaciones exteriores del Antiguo Egipto
El contenido que sigue a continuación es una crónica de lo acontecido, con respecto a las relaciones externas de Egipto, desde el periodo predinástico hasta el año 343 a. C.

## Nabta Playa (c. 6000 aC)
En Nabta, a final de VII milenio aC, los egipcios prehistóricos habían importado cabras y ovejas desde Oriente Próximo.

## Badarian (c. 4500-4000 aC )
En el V milenio aC, en plena cultura badariense, a Egipto traían importados artefactos procedentes de Siria.

## Cultura Naqada, Gerzeh y Maadi (c. 4400-3100 aC)
En el periodo Naqada I, Egipto mantuvo contacto con Nubia, al sur, con los oasis del oeste del desierto Líbico al oeste, y con culturas del Levante mediterráneo, al este. También importaron obsidiana desde Etiopía para formar cuchillos y otros objetos. En tumbas de Hieracómpolis se han encontrado restos de carbón, identificados como cedros del Líbano, datados en los períodos Naqada I y Naqada II.
En el Egipto predinástico, además, se han encontrado restos de cerámica así como de otros artefactos, pertenecientes al Levante mediterráneo, que evidencian la amplitud de los contactos de la cultura Naqada. Por otro lado, también se han encontrado artefactos egipcios de la época en Canaán y otras regiones de Oriente Próximo, incluyendo Tell Brak, Uruk y Susa, en Mesopotamia.
También se ha constatado comercio de lapislázuli, en forma de abalorios, procedentes de la única fuente conocida del recurso –Badajshán, en el noreste de Afganistán– alcanzando la antigua Gerzeh.
Sobre mediados del milenio IV aC, en Maadi hubo cerámica procedente de Canaán.

## Periodo arcaico (c. 3100-2575 aC)
Los contactos del periodo arcaico de Egipto son básicamente una continuación del Egipto predinástico, llegándo hasta Sudán. Existen también referencias a contactos con la civilización egea y la isla de Creta, pero dicha referencia no es muy sólida.
Narmer trajo cerámica producida en el sur de Canaán —con su nombre estampado en la vasija— y luego exportada al exterior. Los lugares de producción incluían Arad, En Besor, Rafiah, y Tel Erani.  Una antigua colonia egipcia situada al sur de Canaán, data de este mismo periodo. Se han encontrado piezas de cerámica de la primera dinastía en el sur de Canaán, algunas con el nombre de Narmer.
Otras referencias sobre los contactos con Oriente Próximo particularmente incluyen el diseño de un cuchillo hecho de sílex.

## Imperio antiguo (antes c. 2134 aC)
Evidencias de comercio en el Imperio Antiguo ( aquí) extienden su amplitud hasta el sur de Nubia y Punt, al este de Oriente Próximo (Biblos y Ebla, Siria), al norte del egeo y las islas griegas, así como al oeste (evidencia limitada) de Libia.
La ruta del Jariyá, que pasa a través del oasis homónimo, en el sur y Asiut al norte, fue usado desde inicios del Imperio Antiguo para transportar y comerciar con oro, marfil, especias, trigo, animales y plantas.

## Imperio medio (antes de c. 1648 aC)
Sobre los contactos en el Imperio Medio(aquí), sabemos que existían con Nubia, en particular, con Buhen y Kerma. Los nubios, en estos momentos, también vivían en Egipto.
Los contactos con el este también son representados por objetos y motific works de Egipto encontrados en Oriente Próximo, incluyendo la Anatolia y Biblos, los antiguos pueblos cananeos y Siria. Algunos reyes de Biblos se han encontrado enterrados con items egipcios.
El oeste, los contactos con Libia son generalmente limitados a expediciones militares.
De los contactos al norte, con los pueblos del egeo, se incluyen reliquias minoicas encontradas en Egipto.

## Imperio nuevo (antes de c. 1070 aC)
Los contactos del Imperio Nuevo (en todos los lugares excepto en Grecia) parecen ser dominadas por las actividades militares. Muy al norte, los contactos con la isla de Creta, micénicos y heládicos (en las islas egeas) parecen haber persistido durante todo este tiempo.
Al este, Egipto conquistó la antigua región de Palestina y Siria, enfrentado con Mitani y los hititas. A pesar del conflicto, el comercio entre las dos regiones parece haber continuado, si bien de forma limitada, lo que devino en el primer tratado de paz de la historia conocida, entre Ramsés II y los hititas.
Al oeste, los contactos con Libia estaban generalmente limitados a las actividades militares. Al sur, Egipto conquistó Nubia.

## Periodo tardío (antes de c. 343 aC)
Los contactos externos en el periodo tardío de Egipto parecen haber sido más extensos que en el imperio nuevo. Las expediciones militares persistieron en todos los lugares menos en Grecia. De hecho, hay evidencias de que en este periodo soldados griegos lucharon para el faraón, y que se establecieron en Naucratis, una colonia comercial griega en Egipto.
Nubia llegaría a ser dominada por Egipto en este tiempo. Sin embargo, durante la dinastía XXV, Egipto fue temporalmente conquistada y controlada por los nubios, hasta que poco después fueron expulsados tras la conquista asiria. Adicionalmente, algunos historiadores creen que los asirios fueron echados de nuevo por Napata.
Descrito por Heródoto como un camino "completado ... en cuarenta días" la ruta del oasis del Jariyá llegó a ser una importante ruta terrestre que facilitaría el comercio entre Nubia y Egipto.
Al este, Egipto consiguió el control de Chipre, pero, a pesar de numerosos intentos, nunca lo logró con Palestina.
Nuevamente, los contactos con Libia fueron generalmente limitados a actividades militares.